# Пастафрола

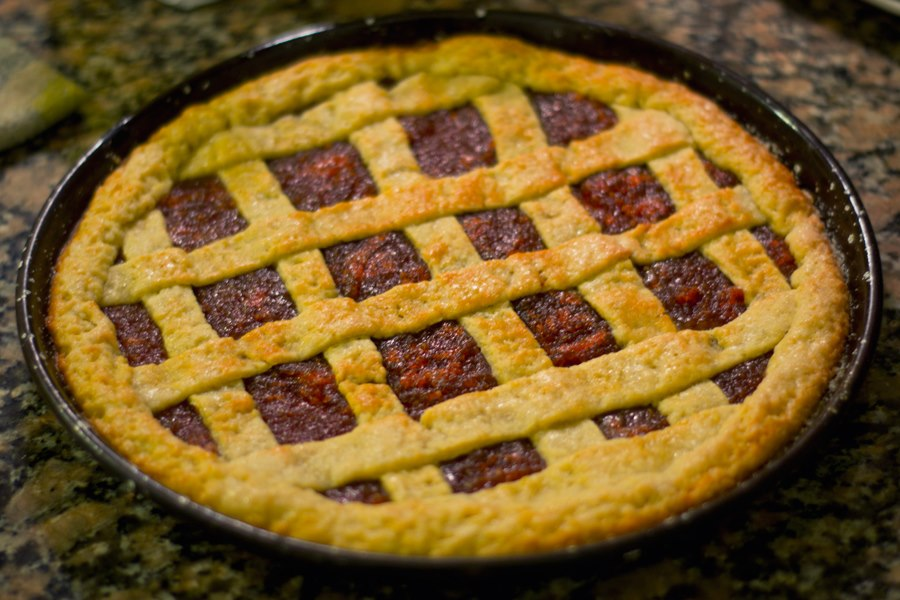
Аргентинська пастафрола

Пастафрола (грец. πάστα φλώρα) — тип солодкого тарту, поширений в Аргентині, Парагваї, Уругваї, Єгипті та Греції. Для основи використовується пісочне тісто, як начинка — джем, його вкривають «решіткою» з тіста. Як начинку часто вживають айвовий мармелад (ісп. dulce de membrillo), варення з солодкої картоплі (ісп. dulce de batata), дульсе-де-лече, варення з гуяви чи полуниці. Пастафрола, як правило, запікається в духовці у круглій формі для випічки.
Назва страви походить від італ. pasta frolla (пісочне тісто), сама страва схожа на італійську кростату. Італійські іммігранти привезли її в Аргентину, Парагваї та Уругвай. Подібні страви включають австрійський торт Лінцер та швейцарський пиріг із фруктово-пряною начинкою.
У Південній Америці цей тарт подається як післяобідній десерт (ісп. merienda), часто з мате.
Інгредієнтами страви є: борошно, яйця, цукор, масло або маргарин, начинка з джему, лимонна цедра та ванільний екстракт.